# Tim Stebani
Tim Stebani (* 10. Juni 1986 in Essen) ist ein ehemaliger deutscher Rennfahrer.

## Karriere
Stebani wurde 2000 Vizegaumeister der ADAC-Pop-Junioren und erreichte den 2. Platz der Deutschen-ADAC-Pop-Kart-Meisterschaft Region Mitte. 2001 fuhr er in der Deutschen Kartmeisterschaft. 2002 wurde Stebani bester Newcomer der Slalomeinsteiger. 2003 wurde er Sieger der Slalomeinsteiger in der Klasse SE1. 2004 nahm Stebani an zwei Rallye-Veranstaltungen teil. 2005 Teilnahme an der 40. int. Arctic-Lappland-Rally und Teilnahme an diversen weiteren Veranstaltungen. 2006 Bester Junior HJS-Diesel Rallye Masters und Sieger Dieselwertung Rallye Deutschland. 2007 fuhr er in der Deutschen Rallye-Meisterschaft.
Im Jahr 2009 startete er in der Deutschen Rallye-Meisterschaft auf einem neu entwickelten Opel Corsa OPC in der Gruppe N.